# Willem Reinier op ten Noort
Willem Reinier op ten Noort (Zutphen, 10 juli 1771 – aldaar, 13 november 1824) was een Nederlands advocaat en politicus.

## Familie
Op ten Noort, lid van het geslacht Op ten Noort, was een zoon van mr. Gerhard David op ten Noort (1730-1811), schepen, raad en burgemeester van Groenlo, schepen en raad van Zutphen, en Henriëtta Beatrix Brantsen (1735-1815). Hij trouwde achtereenvolgens met Elisabeth Maria Graswinckel (1773-1803), Maria Charlotta Philippina van Heeckeren tot de Wierse (1782-1811) en Isabella Wilhelmina Vrugt (1788-1856). Uit deze huwelijken werden respectievelijk vier, twee en vier kinderen geboren. Uit het tweede huwelijk onder andere jurist en politicus Florent Sophius op ten Noort (1805-1862).

## Loopbaan
Op ten Noort studeerde Romeins en hedendaags recht aan de Leidse Hogeschool en promoveerde in 1791 op zijn dissertatie Quaestiones quasdam ex jure civili depromptas. Hij vestigde zich als advocaat in zijn geboorteplaats. Hij was daarnaast geërfde gerichtsman, district Veluwezoom (1804), provisor van Huize Bornhof (vanaf 1806), (bezoldigd) secretaris van landbouw, departement Gelderland (vanaf 1806), plaatsvervangend vrederechter in het kanton Zutphen (vanaf 1811), lid raad in het arrondissement Zutphen (vanaf 1811) en griffier van het stadsbestuur van Zutphen (1812).
Hij werd benoemd tot maire van Zutphen. Van 1814 tot 1823 was hij lid van de Provinciale Staten en Gedeputeerde Staten van Gelderland. Hij was gemeenteraadslid in Zutphen (1816-1818, 1824) en Rheden (1818-1823). Van 20 oktober 1823 tot aan zijn overlijden was hij lid van de Tweede Kamer der Staten-Generaal.
Op ten Noort overleed in 1824 op 53-jarige leeftijd.
- Biografisch Portaal: 58292483
- International Standard Name Identifier: 0000 0003 9056 3570
- Nederlandse Thesaurus van Auteursnamen: 071766359
- Parlement.com: vg09llr9pxyt
- Virtual International Authority File: 284210359
- WorldCat: E39PBJgMCCCCcgtVMDbMWr6dwC